# Солотва
Солотва — річка в Україні (в межах Яворівського району Львівської області) та Польщі. Права притока Любачівки (басейн Вісли). 

## Опис
Довжина 34 км (в межах України — 11 км), площа басейну 255 км² (в межах України — 41 км²). Річка типово рівнинна. Долина здебільшого широка (крім верхів'їв), поросла лучною рослинністю. Річище слабозвивисте, місцями випрямлене. 

## Розташування
Солотва бере початок на схід від села Вороблячина. Тече спершу на південний захід і захід, у середній течії — на північний захід, у пониззі поступово повертає на захід, південний захід, південь і південний схід. Впадає до Любачівки на південь від міста Любачів. 
Основні притоки: Смолинка, Суха Липа, Папірня, Свидниця (праві). 
Над річкою розташоване місто Любачів (Польща). 